# Marks to Prove It
Marks to Prove It — четвёртый и финальный студийный альбом британской инди-рок группы The Maccabees, выпущенный 31 июля 2015 года лейблом Fiction Records.
После выхода он занял первое место в альбомном чарте Великобритании UK Albums Chart. В Северной Америке цифровая версия была доступна через Communion Records, а физический релиз состоится позднее.
Альбом был записан в студии группы Elephant Studios в Элефант-энд-Касл и отдаёт дань уважения этому району южного Лондона, в том числе на обложке альбома изображён мемориал Майкла Фарадея, который находится рядом со студией.

## История
После того как в 2012 году альбом Given to the Wild занял высокое место в чартах Великобритании и был номинирован на Mercury Prize, в процессе записи четвёртого студийного лонгплея Maccabees столкнулись с некоторыми трудностями: по словам участников группы, им было сложно определиться со стилем производства. В итоге они попытались создать воспроизводимое живое звучание в большей степени, чем на предыдущих студийных альбомах. На пластинке также присутствуют мерцающие синтезаторы, гитарные эффекты, соло духовых и саксофона, как на «Dawn Chorus», так что нет никакого застоя в звучании, вызванного попыткой накрутить дизайн. Рокерский заглавный трек — исключение из умышленного темпа остальной части «Marks to Prove It» и является если не главным, то одним из самых ярких моментов пластинки. Галопирующая, гитарная мелодия с переключающимися метрами, большими барабанными партиями и вокальными завываниями, лирика снова отражает измученный, экзистенциальный взгляд, замечая: «За лето многое изменилось/И все они изменились, чтобы идти в ногу с этим….Сделай фото этого/Возвратись через годы и задайся вопросом, зачем ты это сделал». В противоположность этому, фортепианная «Silence» предлагает самую деликатную подачу альбома (с вокалом гитариста Хьюго Уайта), но не без диссонирующего гитарного шума и сэмплов разговорных слов. Находящаяся где-то между ними «Spit It Out» напоминает ранних U2 своей драйвовой, решительной тоской, а «River Song» — воющий, усиленный саксофоном мощный вальс.

## Отзывы
| Совокупная оценка | Совокупная оценка |
| Источник          | Оценка            |
| ----------------- | ----------------- |
| Metacritic        | 74/100            |
| Оценки критиков   |                   |
| Источник          | Оценка            |
| The Guardian      | [ 9 ]             |
| NME               | 8/10              |
| AllMusic          | [ 1 ]             |
| Clash             | [ 11 ]            |
| Drowned in Sound  | [ 12 ]            |

Альбом получил положительные отзывы музыкальных критиков и интернет-изданий.
Марси Донельсон из AllMusic отметил, что «В результате получился более непосредственный, но все ещё весомый и выразительный Marks to Prove It. По примеру своего предшественника, альбом отличается более задумчивым и усталым тоном, чем предыдущие релизы, так что это не столько уход, сколько тонкое взросление, прописанное в таких текстах, как „Твои лучшие друзья прощают тебя/Твои лучшие друзья забывают, что ты стареешь“. В целом, Marks to Prove It кажется немного тревожным, но это не обязательно идёт ему во вред: на четырёх пластинках Maccabees все ещё делают умный и сложный британский гитарный рок».

## Награды
| Публикация | Награда                       | Год  | Ранг |
| ---------- | ----------------------------- | ---- | ---- |
| NME        | NME’s Albums of the Year 2015 | 2015 | 9    |

## Список композиций
Все треки написаны The Maccabees.
| №   | Название                   | Длительность |
| --- | -------------------------- | ------------ |
| 1.  | «Marks to Prove It»        | 4:13         |
| 2.  | «Kamakura»                 | 3:59         |
| 3.  | «Ribbon Road»              | 4:23         |
| 4.  | «Spit It Out»              | 5:09         |
| 5.  | «Silence»                  | 3:19         |
| 6.  | «River Song»               | 3:10         |
| 7.  | «Slow Sun»                 | 4:12         |
| 8.  | «Something Like Happiness» | 3:43         |
| 9.  | «WW1 Portraits»            | 3:18         |
| 10. | «Pioneering Systems»       | 2:30         |
| 11. | «Dawn Chorus»              | 3:18         |